# Andrew Koji
Andrew Koji, född 10 november 1987 i Epsom i Surrey, är en brittisk skådespelare.
Koji har bland annat medverkat i tv-serien Warrior. Han har även medverkat i filmerna Bullet Train och Seneca.

## Filmografi i urval
- 2019–2023 – Warrior (TV-serie)
- 2022 – Bullet Train
- 2023 – Seneca
- 2024 – Black Doves (TV-serie)